# Catmón
Catmón es un municipio filipino de cuarta clase, perteneciente a la provincia de Cebú, en las Bisayas Centrales.

## Historia
Hasta 1836, fue parte de Dánao. Hacia mediados del siglo XIX, el lugar, del que entonces dependía también el de Carmen, tenía contabilizada una población total de 5255 habitantes, repartidos en 876 casas. Aparece descrito en el primer volumen del Diccionario geográfico, estadístico, histórico de las Islas Filipinas (1850) de Manuel Buzeta Núñez y Felipe Bravo con las siguientes palabras:

CATMON: pueblo con cura y gobernadorcillo, en la isla, prov. y dióc. de Cebú: se halla sit. en la costa oriental de la isla, próximo á un pequeño r., en los 127° 28' long., 10° 39' lat.; disfurta de buena ventilacion, y clima, aunque cálido, bastante saludable, dulcificando los ardorosos rayos del sol, las suaves brisas marítimas que se levantan, y el arbolado que existe á las inmediaciones del pueblo. Este antiguamente fué visita de Danao, pero desde el año 1836 forma por sí jurisd. especial. Tiene en el dia como unas 876 casas, en general de sencilla construccion, distinguiéndose como mas notables la casa parroquial y la llamada tribunal; hay cárcel, y escuela de primeras letras, dotada de los fondos de comunidad, á la que concurren muchos alumnos de ambos sexos; é igl. parr. de buena fabrica servida por un cura regular. Próximo á esta se halla el cementerio, que es bastante capaz y ventilado. Comunícase est epueblo con sus inmediatos por medio de caminos regulares, y recibe de la cabecera el correo en dias indeterminados. Depende en la actualidad de esta jurisd. la visita ó anejo denominada Carmen, dist. como unas 3 leg., con la cual confina asi como con sus colaterales Sogod por el N., y Danao por el S.; los demas límites son el mar, por el E., y los montes del interior de la prov. por O. El terreno de este pueblo en su mayor parte es de buena calidad, hallándose en él montes poblados de árboles de escelente madera de construccion, en los que se cria caza mayor y menor, y muchas abejas que depositan cera en los troncos de los árboles y huecos de las quebradas. prod. mucho maiz, cera, quesos, algun cacao y semilla, conocida con le nombre de borona, que no es otra cosa que una especie de mijo. ind.: la agrícola, que es la principal ocupacion de sus hab., la corta de maderas de que abunda este distrito, y la elaboracion de telas de algodon y abacá. pobl. 5,255 alm., 1,056 trib., que ascienden á 10,560 rs. plata, equivalentes á 26,400 rs. vn.
(Buzeta y Bravo, 1850, pp. 528-529)

En 2020, tenía censados 33 745 habitantes.